# Crepidorhopalon perennis
Crepidorhopalon perennis är en tvåhjärtbladig växtart som först beskrevs av Duvigneaud, och fick sitt nu gällande namn av E. Fischer. Crepidorhopalon perennis ingår i släktet Crepidorhopalon och familjen Linderniaceae. Inga underarter finns listade i Catalogue of Life.